# Савкино (Старорусский район)
Савкино — деревня в Старорусском районе Новгородской области в составе Наговского сельского поселения.

## География
Находится в южной части Новгородской области на расстоянии приблизительно 29 км на северо-запад по прямой от железнодорожного вокзала города Старая Русса.

## История
На карте 1840 года уже была обозначена как Савкина. В 1908 году здесь (Старорусский уезд Новгородской губернии) был учтен 31 двор.

## Население
Численность населения: 208 человек (1908 год), 25 (русские 100 %) в 2002 году, 15 в 2010.